# Благовещение Богородично (Радловци)
„Благовещение Богородично“ е българска църква в село Радловци, община Кюстендил.
Църката представлява еднокорабна едноапсидна постройка със сводест таван. От надпис в църквата се установява че е построена през 1890 г. и изографисана през 1891 г. Иконостасните икони са дело на живописеца Кръстю Николов от село Лазарополе, представител на Дебърската художествена школа.
По Григорианския календар Благовещение се празнува на 25 март.